# 機動戦士ガンダムSEED DESTINY COMPLETE BEST
『機動戦士ガンダムSEED DESTINY COMPLETE BEST』（きどうせんしガンダムシード ディスティニー コンプリート ベスト）は、日本のコンピレーション・アルバムである。2005年11月2日発売。発売元はソニー・ミュージック。

## 概要
- アニメ「機動戦士ガンダムSEED DESTINY」の主題歌を集めたコンピレーションCD。
- CDとDVD2枚組となっている期間限定生産盤も生産され、2006年1月31日をもって廃盤となった。
- 週間オリコンチャートでは1位を獲得した。また、当時アニメ主題歌集でオリコン1位を獲得したのは『鋼の錬金術師 COMPLETE BEST』以来1年ぶりで、史上2作目となった。

## 収録曲

### CD
1. ignited -イグナイテッド- / T.M.Revolution
（作詞：井上秋緒　作曲・編曲：浅倉大介）
2. Reason / 玉置成実
（作詞：shungo.　作曲：y@suo ohtani　編曲：ats-）
3. PRIDE / HIGH and MIGHTY COLOR
（作詞・作曲・編曲：HIGH and MIGHTY COLOR）
4. Life Goes On / 有坂美香
（作詞：有坂美香　作曲：梶浦由記　編曲：梶浦由記・西川進）
5. 僕たちの行方 / 高橋瞳
（作詞：Yuta Nakano・shungo.　作曲・編曲：Yuta Nakano）
6. I Wanna Go To A Place... / Rie fu
（作詞・作曲：Rie fu、編曲：SNORKEL）
7. Wings of Words / CHEMISTRY
（作詞：森雪之丞　作曲：葛谷葉子・谷口尚久　編曲：谷口尚久）
8. 君は僕に似ている / See-Saw
（作詞：石川智晶　作曲・編曲：梶浦由記）
9. Meteor-ミーティア-  / T.M.Revolution
（作詞：井上秋緒　作曲・編曲：浅倉大介）
10. vestige -ヴェスティージ- / T.M.Revolution
（作詞：井上秋緒　作曲・編曲：浅倉大介）
11. Reason-NYLON Stay Cool Mix- / 玉置成実
12. PRIDE～“Phantom pain”norishirobreakmegamix～ / HIGH and MIGHTY COLOR
13. Wings of Words(alas de palabras) / CHEMISTRY

### DVD
1. ignited-イグナイテッド-
2. Reason
3. PRIDE
4. Life Goes On
5. 僕たちの行方
6. I Wanna Go To A Place...
7. Wings of Words
8. 君は僕に似ている